# Mazda CX-4
Mazda CX-4 – samochód osobowy typu crossover coupe klasy średniej produkowany pod japońską marką Mazda w latach 2016–2023.

## Historia i opis modelu

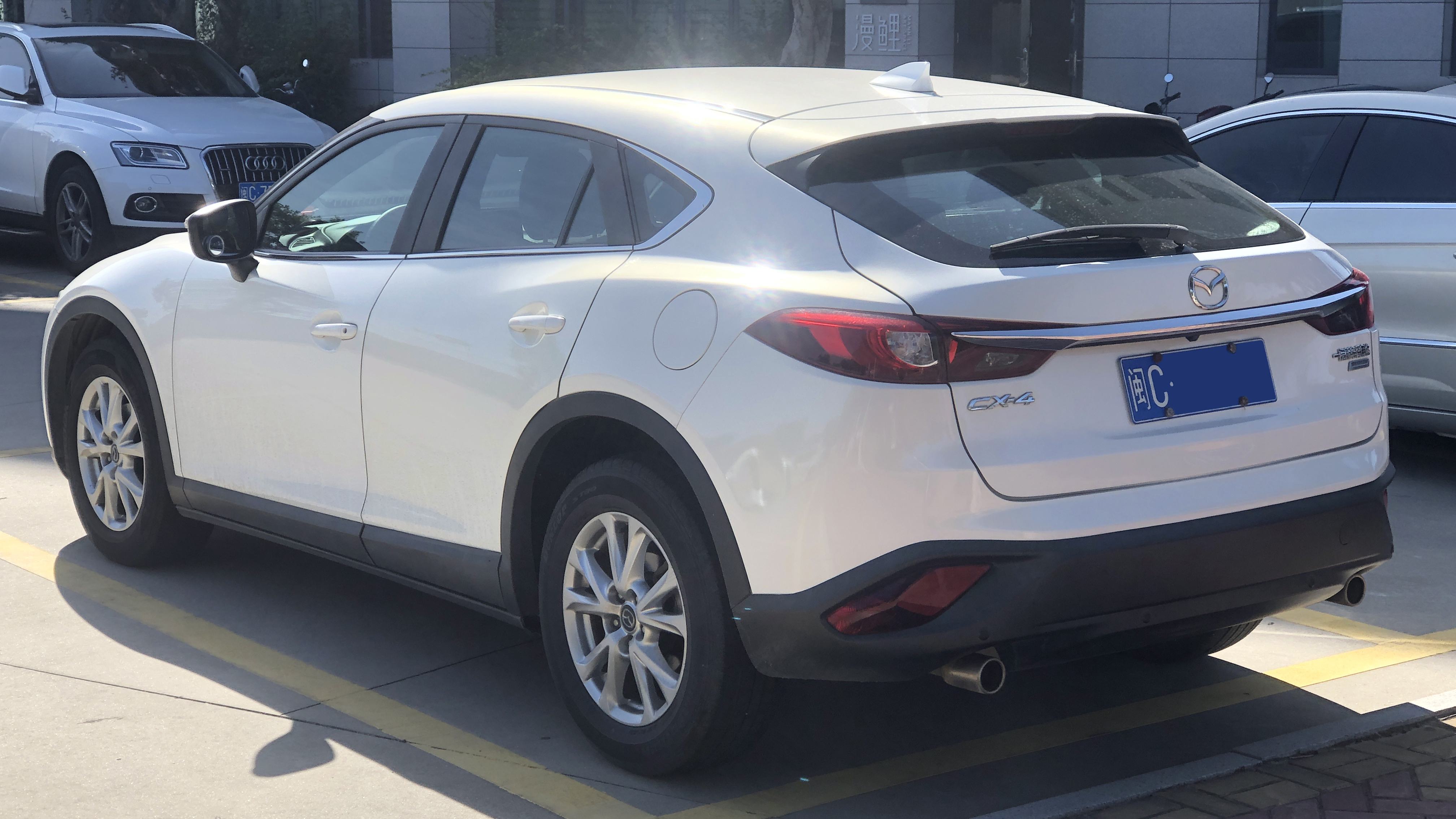
Mazda CX-4 - tył

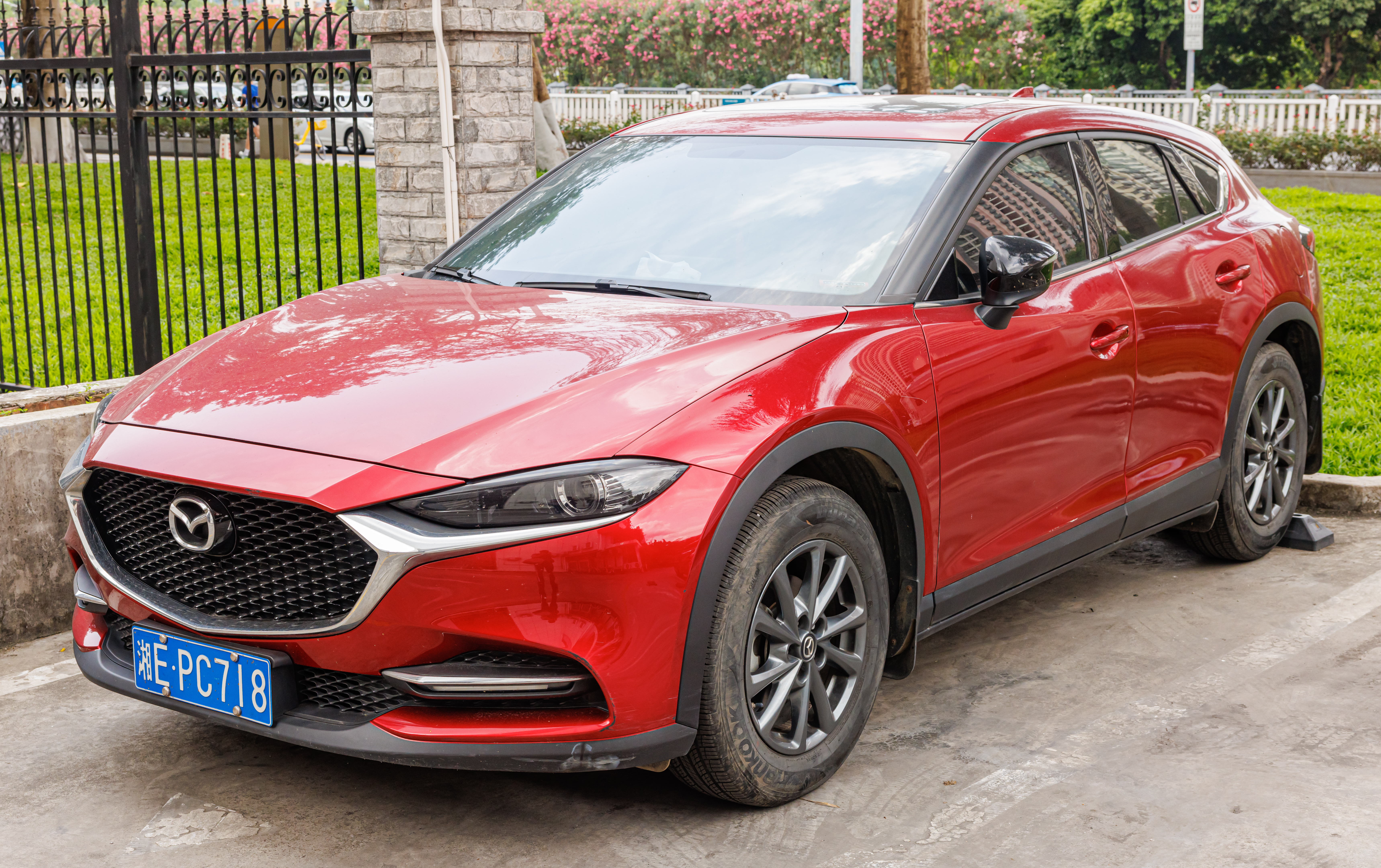
Mazda CX-4 po liftingu

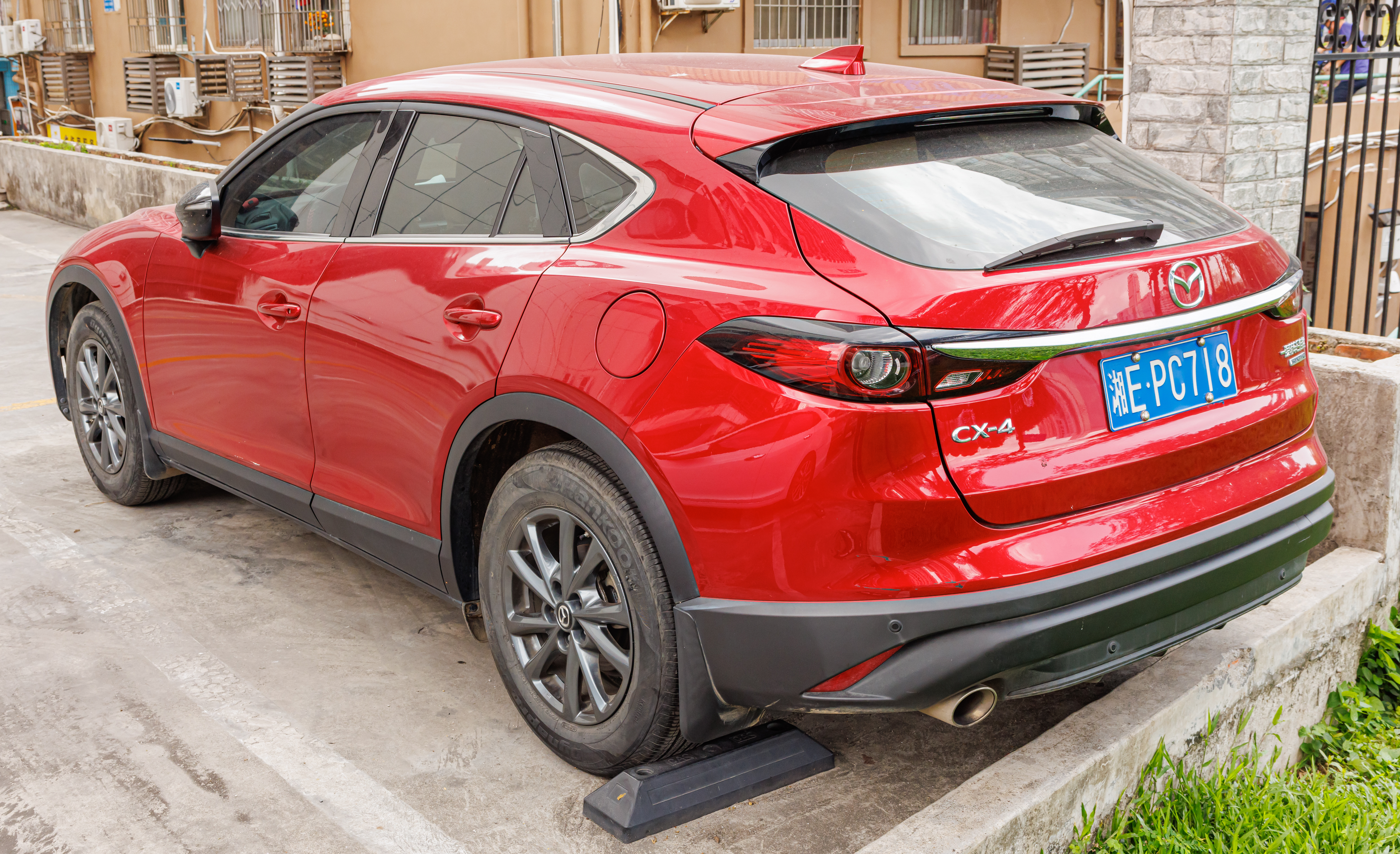
Mazda CX-4 - tył po liftingu

W sierpniu 2015 roku Mazda przedstawiła prototyp Mazda Koeru, zwiastujący model nowego średniej wielkości SUV-a mający uzupełnić ofertę japońskiego producenta w kolejnym roku, reprezentując systematycznie zdobywającą na popularności koncepcję tzw. SUV-a Coupe.
Produkcyjny model pod nazwą Mazda CX-4 zadebiutował oficjalnie w kwietniu 2016 roku podczas wystawy samochodowej Beijing Auto Show w Chinach. Pod kątem wizualnym samochód rozwinął koncepcję z prototypu Koeru, wyróżniając się połączeniem ówczesnego języka stylistycznego Mazdy ze sportową linią nadwozia. Samochód zyskał wyraźnie zarysowane, obłe nadkola, a także stopniowo opadającą linię dachu ze słupkami C położonymi pod dużym kątem, realizując przez to koncepcję tzw. SUV-ów Coupe.
Pod kątem technicznym Mazda CX-4 została wyposażona w dwie jednostki napędowe do wyboru w postaci benzynowych jednostek z rodziny Skyactiv-V o pojemności 2 lub 2,5-litra oraz mocy 158 lub 192 KM. W obu przypadkach pojazd oferowany był wyłącznie z automatyczną, sześciobiegową przekładnią. Mazda CX-4 trafiła do sprzedaży z zarówno 17-, jak i 19-calowymi alufelgami, z kolei prześwit pojazdu jest relatywnie niewielki: wynosi on 194 mm w przypadku tańszej odmiany silnikowej oraz 197 mm dla odmiany topowej.

### Lifting
W sierpniu 2019 roku została przedstawiona Mazda CX-4 po obszernej restylizacji nadwozia. Objęła ona głównie wygląd przedniej części nadwozia, gdzie pojawiły się większe, inaczej ukształtowane reflektory, przemodelowana chromowana listwa wokół atrapy chłodnicy oraz zmodyfikowane zderzaki.

### Sprzedaż
Mazda CX-4 została zbudowana z myślą o rynku chińskim, gdzie po lokalnej premierze ruszyła produkcja i sprzedaż pojazdu w połowie 2016 roku. Producent początkowo lakonicznie odnosił się do kwestii potencjalnego poszerzenia zasięgu rynkowego o inne państwa świata, jednak ostatecznie CX-4 pozostała modelem wytwarzanym wyłącznie dla nabywców w Chinach. Produkcja trwała łącznie 8 lat, kończąc się w połowie 2023 roku.

### Silniki
- R4 2.0l Skyactiv-V 158 KM
- R4 2.5l Skyactiv-V 192 KM